# Dème de Vérmio
Le dème de Vérmio, en grec moderne : Δήμος Βερμίου / Dímos Vermíou,  est un ancien dème du district régional de Kozáni, en Macédoine-Occidentale, Grèce. Depuis 2010, il est fusionné au sein du dème d'Éordée.
Selon le recensement de 2011, la population du dème s'élève à 2 768 habitants.